# Depot Long Bình
Depot Long Bình có diện tích khoảng 20,9 ha, là khu trung tâm điều khiển và bảo dưỡng tàu Tuyến số 1 đến năm 2040.
Bao gồm các tòa nhà vận hành và bảo dưỡng; xưởng chính bảo dưỡng tàu; các cơ sở hạ tầng bảo dưỡng các thiết bị khác của đường ray, hệ thống điện, tín hiệu, thông tin liên lạc; bãi đỗ tàu; trạm vệ sinh tàu; mạng lưới đường nội bộ bên trong và bên ngoài khu vực; và khu văn phòng.